# Nangola
Nangola è un comune rurale del Mali facente parte del circondario di Dioïla, nella regione di Koulikoro.
Il comune è composto da 14 nuclei abitati:
- Bangoni
- Bélécou
- Farakoro
- Farakoro Bougou
- Farakoro Soba
- Fatiana
- Kénié
- Koungodjan
- Nangola
- Niamana
- Niona
- Ouéla
- Sontiguila
- Torokoumana